# Niedermuhlern
Niedermuhlern är en ort och kommun i distriktet Bern-Mittelland i kantonen Bern, Schweiz. Kommunen har 512 invånare (2023).